# Haselbach in der Rhön
Haselbach in der Rhön ist ein Gemeindeteil der Stadt Bischofsheim in der Rhön im unterfränkischen Landkreis Rhön-Grabfeld in Bayern.
Das Kirchdorf liegt am Fuße des Kreuzbergs circa einen Kilometer südwestlich von Bischofsheim, mit dem es baulich zusammengewachsen ist.
Am 1. Februar 1975 wurde die Gemeinde Haselbach nach Bischofsheim an der Rhön eingemeindet, das seit dem 1. Januar 2020 Bischofsheim in der Rhön heißt.

## Baudenkmäler
- Katholische Filialkirche

## Gästehäuser und Tagungszentrum
Etwas erhöht über dem Dorf an den Hängen des Kreuzbergs liegt das Tagungszentrum Hohe Rhön mit seinen Gästehäusern. Das Zentrum ist auch bekannt unter dem Namen Christliche Gästehäuser Hohe Rhön.

## Sport
- RWV Haselbach